# Văn Thủy
Văn Thủy (chữ Hán giản thể: 文水县, âm Hán Việt: Văn Thủy huyện) là một huyện thuộc địa cấp thị Lữ Lương, tỉnh Sơn Tây, Cộng hòa Nhân dân Trung Hoa. Huyện Văn Thủy lấy tên theo sông Văn Dục. Huyện này nằm ở miền trung của Sơn Tây. Huyện Văn Thủy là quê hương của Võ Tắc Thiên và Lưu Hồ Lan. Huyện Văn Thủy có diện tích 1608 kilômét vuông, dân số 373.912 người, trong đó dân số nông nghiệp là 343.131 người. Huyện Văn Thủy có 7 trấn và 5 hương. Huyện lỵ đóng tại trấn Phượng Thành
- Trấn: Phượng Thành, Khai Sách, Nam Trang, Nam An, Lưu Hồ Lan, Hạ Khúc, Hiếu Nghĩa.
- Hương: Nam Vũ, Tây Thành, Bắc Trương, Tây Tào Đầu, Mã Tây.